# 梅嘉樂

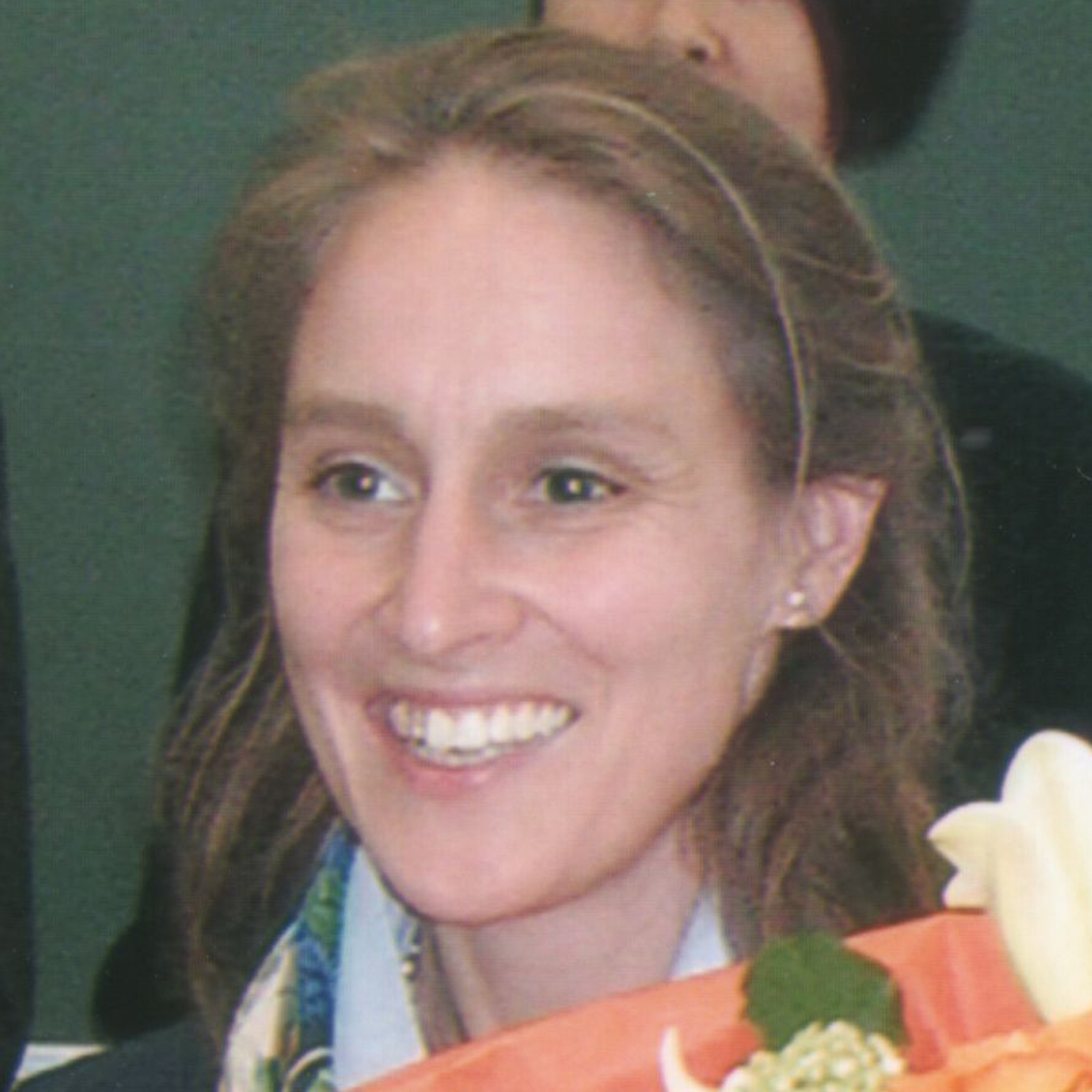
梅嘉樂攝於2009年。

梅嘉樂（Barbara Mittler，音譯為巴巴拉•密特勒，1968年2月15日—)，生於德國哈根，漢學家。
她的著作A Continuous Revolution: Making Sense of Cultural Revolution Culture（《繼續革命：理解文化大革命的文化》）
榮獲2013年美國歷史學會費正清獎。